# コロンビア自衛軍連合
コロンビア自衛軍連合（―じえいぐんれんごう、或は―自警軍連合、じけいぐんれんごう、Autodefensas Unidas de Colombia, AUC）はコロンビアの地方のほとんどの準軍組織を傘下に収める上部組織である。
創始者のカルロス・カスターニョ・ヒルは10代の頃から準軍組織に所属し、イスラエルで訓練を受けていた。カルロスは兄フィデルの失踪後「コルドバ・ウラバ州自衛軍」（ACCU）のリーダーとなり、その後カルロスが別地方にあった準軍組織をも束ねる形で1997年4月に結成された。
AUC の公称では独立派を除くコロンビアの準軍組織の約90%を支配しており、構成員は1万人 - 2万人である。AUC は米国を含めほとんどの国と組織からテロ組織と看做されている。AUC は主目的を「コロンビアの弱い国家が歴史的に失敗してきた」「反乱者とその活動（誘拐、殺人、および強要を含む）から醵金者とその支持者を保護すること」だと主張する。AUC は現在地方と国家の「抗反乱」勢力と自らを主張している。元 AUC 最高司令官カルロス・カスターニョ・ヒルは、AUCの運営費用の70%が（醵金者からの「寄付」に基づく）麻薬関連の収益から融資されたと主張した。

## 活動
AUCの主要な敵は左派の反政府勢力 FARC と ELN である。AUC を含めいずれも EU のテロ組織リストに並び、米国務省の国外テロ組織リストにも指定されている。米国務省は2001年の虐殺、拷問、その他人権侵害を非難するリストに AUC を挙げている。
コロンビア国家警察によればAUCは2000年始めの10ヶ月間に804件の暗殺、203件の誘拐、507人が犠牲となる75件の虐殺を起こした。AUC の犠牲者はゲリラかその共感者だと主張した。戦闘戦術は反乱者の主力部隊に対する通常およびゲリラ作戦から成る。準軍組織は伝統的に政府治安部隊を避けてきたが、軍と警察部隊と AUC の衝突が増加しているとされる。
2005年2月国連人権高等弁務官は「AUC は2004年に342件の休戦違反を犯した。それには武装解除した元隊員の強制徴用、虐殺、強制移住、選択的で系統的な殺人、誘拐、強姦、失踪、脅迫、略奪が含まれる。これらの活動は11の州で行われ、多くの場合先住民の共同体の民間人を対象とした。」と報告した。
複数のアナリストとヒューマン・ライツ・ウォッチは軍及び警察が AUC 傘下の準軍組織との共同作戦あるいは見逃しなどを行っていると報告し、CIA の関与を指摘している。これらアナリストの大部分は近年それらが減少傾向にあり、準軍組織の影響と戦うための努力が増加傾向にあると認めるものの、依然として共同作戦や見逃しなどの多くが継続しており、それ故この状況について批判的である。

## 2003年 - 2004年:政府との交渉開始

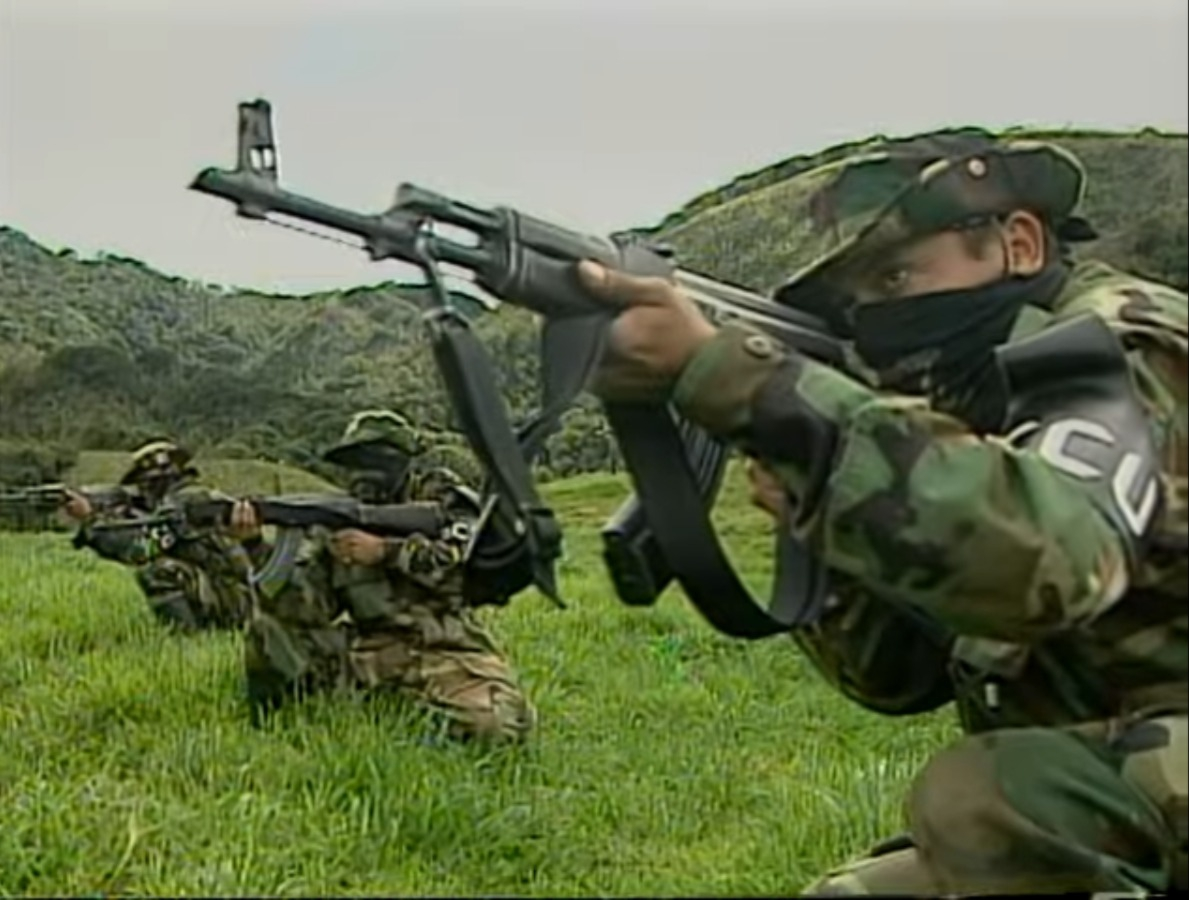
AUCの戦闘員

実際に AUC と政府との間で協議が始められたものの殺人の件数が減ることはなかった。停戦表明後、コロンビア政府の大統領アルバロ・ウリベは準軍組織幹部らと組織の解体と元隊員の社会への再統合に向け話し合いを持った。非武装化の過程を完了するための宣言上の期限は2005年12月だった。600人以上の元隊員が現行法下で既に武装解除された。
休戦を宣言し政府との対話に入った（法的にゲリラと準軍組織の双方を含む）如何なる不法武装勢力の隊員も許すと提案した新しい法の枠組みが公式に発表された。主に武装解除が確認されると、見返りとして特定の地理的な領域の中に集合させること、彼らの犯罪活動の犠牲者に対する象徴的な償いなどが宣言された。それに対する多くの議論と論争の後に、さらに改訂された草案がメディアと政界に提示された。この新しい試みはコロンビア議会の承認に向けて正式に提案されたことはなく、この件に関する社会的議論が続いた。
枠組みの別な詳細の中で、提起された各事件を究明する3 - 5人から成る「真相裁判所」の創設が大統領の要求で提示された。集団及び個人が国際人道法を尊重する合意に署名し裁判所の権威を受け入れた後に、不法な武装勢力の活動に関して犯された犯罪の自供、及び犠牲者に対する償いの具体的な行為の完了と引き換えに、最も重大な犯罪で有罪の場合に最低5年 - 10年（一部/実際は殆ど刑務所の外で「服役」が可能）の判決を出すというものであった。
「裁判でだれもの利益が否定されるなら、再考の余地は全くないだろう」とウリベ支持者はみる。合意が得られぬままで、大統領は希望者個人に適用を始めた。「新しい法」は2006年12月31日までしか有効でないとみられている。
ヒューマン・ライツ・ウォッチの広報担当ホセ・ミゲル・ビバンコは大統領の提案の詳細について議論するために開いた公式会見で、提案が一見国際標準に沿ったように思われているが、問題を完全に解決するためにはそれより多くのことが実行される必要があると述べ、非常に批判的な立場を維持している。
これらの努力と対照的にAUCの主な司令官の1人のサルバトーレ・マンクーソは彼が自身（と彼の「戦友」）の潜在的な米国への送還の可能性に反対しており、「刑務所で1日たりとも過ごすこと」を拒否すると公的に表明した。
また、準軍組織の間でも内部闘争が起っており、互いに麻薬取引で汚れた他のAUC司令官を起訴し、部隊同士で戦闘に及ぶ例まである。AUCの中のこれらの異なる地域的であり時々戦争している派閥を首尾よく平和的に引導するのはかなり難しい課題である。
2004年5月半ば話合いにより政府がAUC司令官とその400人の護衛にコルドバ州のサンタフェ・デ・ラリトに142平方マイル (368km2) の安全な避難場所を用意し、OAS の認証の元でさらなる議論が6ヶ月の再開可能な試験的期間中維持された。AUC司令官がこの保護区域に留まる間彼らは逮捕を免れる。その状態と法的な枠組みの大部分は以前にはるかに大きいで領域で実行された（前大統領アンドレス・パストラナは1998年 - 2002年の和平交渉の間安全な避難所として FARC ゲリラにサン・ビセンテ・デル・カグアンを与えた）ことがあるが、違いがある。
コロンビアの法が保護区域内でも完全に適用されるので、地元の州と警察当局は保護区域を去らない。準軍組織の司令官は保護区域に出入りするためには許可を求める必要があり、政府に任命された検事は（準軍組織以外の）犯罪を調査するためにその中で捜査することができる。

## カルロス・カスターニョの失踪と死
"Doble Cero"（2つのゼロ）或は「ロドリゴ」の別名を持った準軍組織の司令官カルロス・マウリシオ・ガルシアは1980年代以来 AUCでカスターニョと親交を深めていたが、アンティオキア地域で活動していた彼自身の独立した組織"Bloque Metro"（ブロケ・メトロ）の結成により近年不仲となり、ライバルの準軍組織司令官により AUC主流派から撲滅され、2004年5月30日に死体で発見された。彼は AUCと麻薬密売人との親密な関係が不適切だと考えてそれに強く反対し、政府とグループの話合いにも反対していた。
元AUC最高司令官カルロス・カスターニョは組織から距離を置くようになったが、2004年4月16日彼自身の護衛の手か、ライバルの準軍組織の部隊か、全く別の存在かにより生命の危機に晒されたとみられる(後に殺害されたと判明)。代理の AUC司令官はカスターニョの護衛と別の準軍組織の戦闘員との偶発的な交戦があり、彼は生きて潜伏していると信じていると主張した。
他の独立した意見の異なる派閥からの情報によれば、これは麻薬商人とその取引との関係がより親密になった AUC最高幹部（恐らく彼自身の兄弟ビセンテ・カスターニョと「ドン・ベルナ」ことディエゴ・ムリージョ）の命令で実行され、彼とその部下を捕らえ拷問し埋めたと主張する。コロンビアの捜査官は事件の想定された地域の近くで間合せの墓と（未だ明らかにカスターニョのものではない）未確認の死体を見つけた。その同じ情報筋は捜査官が到着する前にカスターニョと他の仲間の死体が掘出され他の場所に移されたと主張する。
「カスターニョは近年次第に比較的麻薬密輸業者との癒着に批判的になり、国家との和解を望んでい」ると看做していたコロンビアの主要メディアと通信社はこのことが「和平プロセスへの潜在的打撃になる」可能性を伝えた。その結果（マンクーソや「ドン・ベルナ」などの）残りの AUC司令官は潜在的にウリベ政権との進行中の話合いに非公開の交渉上の地位を主張するとみられている。
2004年5月12日ボゴタの刑事法廷はカルロス・カスターニョに対し1999年8月13日のコメディアンでジャーナリストのハイメ・ガルソン暗殺を指示した罪で懲役38年を宣告した。
AUC共同設立者「カルロス・カスターニョの死」は世界的に様々な思惑の対象となった。2004年6月1日付の噂では「未確認の外交筋がAFP通信にカスターニョが米国の支援でパナマ経由でイスラエルへ拉致された」と語ったとされた。この主張に対してはまだ専門的な分析も詳細な報告もなされていない。米国、コロンビア、イスラエルの政府はこの主張を否定した。この件については他の当事者の可能性が未確認で残されている。
2006年8月、元準軍組織構成員の供述により、兄ビセンテの指示でカルロス・カスターニョが殺害されていたことが明らかになった。9月1日に白骨体が発見され、当局のDNA鑑定によりカルロスであることが確認された。

## 準軍組織のベネズエラへの波及
2004年5月上旬ベネズエラ当局はウゴ・チャベスの打倒を目的としてコロンビアの準軍組織とベネズエラの反政府派の一部と共謀してカラカスの軍事的な標的への一連の計画された攻撃を始めようとしたとして起訴された100人以上の個人を逮捕した。
AUCはその件への関与を公式に否定し、コロンビアの大統領ウリベはベネズエラの大統領による逮捕を祝い捜査に協力すると誓った。チャベスはこの件で「マイアミ、ボゴタの寡頭政治」の「分子」を非難したが、外交上自身はウリベの作戦への関与を信じなかったと宣言した。個々の米国とコロンビアの上級将校も関与が疑われたが否認した。
コロンビア副大統領フランシスコ・サントス・カルデロンは「ベネズエラの政府がこの件を非難するのと同じ熱意でベネズエラに越境している FARCとELNゲリラを追跡するよう望む」と付け加えた。ベネズエラの反対派はチャベスが大統領の罷免を求める国民投票の潜在的承認を妨げるつもりでの「八百長」として事件全体を否定した。
逮捕者の大半はククタ出身者を含む明らかに失業中の貧農だった。コロンビアのククタ地域では通常軍への兵役が生涯に数回課され彼らは予備役の資格があった。また数人の女性と未成年者がその中に含まれていた。後者はコロンビアに即時に送還された。訴えられた約100人の準軍組織はベネズエラ陸軍の制服姿で捕らえられ単一の銃を持っていた。少なくとも2人の準軍組織司令官とみられる者が捕らえられた。

## 2004年後半の「武装解除」
2004年11月コロンビアの最高裁判所は国家が勾留した唯一の人物・FARC 指揮官シモン・トリニダードと共に準軍組織の最高司令官のサルバトーレ・マンクーソとカルロス・カスターニョの送還を承認した。法廷はすべて麻薬取引とマネーロンダリングの告発のための3人の米国への送還要求をコロンビアの現行法の手順を踏んで決定した。したがってコロンビアの大統領が承認すればそれは現在も有効である。
コロンビアのメディアは政府がサルバトレ・マンクソの送還を承認する可能性もあるが、彼とその組織が政権と行っている「和平交渉」の継続のためにそれを遅らせるだろうと推測した。マンクソ自身は彼が最高裁判所の判決にもかかわらず、合意に参加し続けると宣言した。
11月後半と12月前半にAUCとの和平交渉で新しい出来事があった。最初にブロケ・バナネロ（訳すとバナナ生産者団）の数百人がその武器を引渡し、民間の生活に再統合されるために解隊した。このグループは、AUCがFARCを追い払った北アンティオキアのウラバ地区に展開し、1990年代後半の半ばに地区を制圧した。しかしAUCは「治安を維持しFARCが戻るのを防ぐため」として依然として他の部隊を駐留させ地区を支配している。
また数週間後にカタトゥンボ団も解隊した。1425人の傭兵を擁したカタトゥンボ団はコロンビアで最も主要なAUC組織の1つだったので、これはコロンビアの歴史の里程標とみられた。彼らと共にサルバトレ・マンクソは自首した。数日後ウリベ政権は、彼が犯罪の活動を避けて和平プロセスへの参加を維持する限り、マンクソの送還を有効にしないと発表した。
これら大規模なAUC部隊の解隊の両方がメデジンでの2003年の初めのものに続いた。この時に引渡された武器は、最初の武装解除でみられた手製の散弾銃や取扱の難しい拳銃より、アサルトライフル、機関銃、擲弾発射筒、ロケット砲等が多数を占めた。AUCは2006年までの完全な解隊が想定されている。

## 2005年:法的枠組みと議論
多くのコロンビア人と国際的監視者が武装解除の見通しに関して疑い深く複数の要因から批判する。コロンビア内外の多数の評論家の共通の関心は、武装解除の過程が「真実、償い、および正義」と名付けられた極僅かな法的な枠組みすら無ければ、人権侵害を遂行した者たちがその罪に対する過度の刑罰の免除を楽しむのを許すことになるだろうということである。別の関心は武装解除の過程の支持者が、準軍組織自体のある程度の了解なしで刑罰の免除を減少させるある一方的な試みが文章で存在し、実際に有効ではないと信じているとするものである。
また少数の評論家は、ウリベ政権がAUCを民間警備会社の民兵や他の軍の組織と統合する可能性への懸念を表明した。軍と政府の広報官は、何度かAUCを国家の合法的治安組織と統合する意志は全くないと宣言した。事例の報告はまだ全く出されていないが、「ゲリラの侵入の可能性を防ぐために」以前彼らの影響と支配の下にあった地域で民間出資の警備会社に合流（或は設立）したいとの意図を示すいくつかの個々の準軍組織の兆候がある。
潜在的な免責についての議論では多くのコロンビアのメディアに加え、シカゴ・トリビューンとニューヨーク・タイムズの社説にも批判的な見解が示されたように、国際的・コロンビアのメディア共に明確な態度を示した。いくつかの社説の主な論調は、国際社会が免責を最小限にする必要な法的な枠組みができるまで、武装解除の過程への資金提供を支援すべきでないというものだった。この立場はカルタヘナでの支援者の会議で国際社会の代表によって確認された。
2004年の後期に公的私的な議論が積み重ねられた結果、2005年始めに政府支持派のラファエル・パルド、ヒナ・パロディや、左派の元労働指導者で200年12月15日の準軍組織による暗殺から生還したウィルソン・ボルハを含む超党派により、ヒューマン・ライツ・ウォッチなどのコロンビア内外のNGOの監修も得て、政権主導の提案より適切に「準軍組織主義」を解体し刑罰の免除を減少させるという必要条件を満たす実質的な改善を示す法案が示された。これら超党派でこの法案は見かけ上広い合意上の支持を得ている 。
コロンビア国会での審議は2005年2月15日に始まったが、大幅に遅れた。コロンビア政府の公式の法案は明らかに徐々にいくつかの条項をパルド、パロディ、ボルハの提案から取り入れたが、議題に関するさらなる議論の元になる多くの不一致が残った。また政府の支持者を含む他の国会議員もそれぞれの法案を提示した。
2月23日、AUC司令官はWeb上で「彼らが考慮しない敵の左派ゲリラから過度の屈辱を受けることになる」として法的枠組みに従わないとする声明を出した。また、彼らは公正で平和的な方法で戦闘員が民間の生産的な生活に戻る法案を望むと宣言した。そのような条件がなければ、彼らは「戦争と死」を続けるという見通しに直面する、として交渉の打切り主張した。政権の広報は、AUCは国会やメディア、法的な枠組みの責任者に圧力をかけるべきでなく、話合いをやめるのを選んだなら5日以内にラリトの保護区を去るべきだ、と応じた。AUCは後に以前の声明の調子を下げた。
4月11日、AUC広報係は現在の恩赦の提案が主としてまだ麻薬の罪による送還の余地があるため厳し過ぎるという彼らの主張を繰り返した。

## 他組織との連携
上記のとおりコロンビア革命軍やほかの左翼ゲリラとは激しく対立し、軍や治安部隊とは戦闘を避けていたが、和平が近付くにつれ政府との対立姿勢を強めていた。
創設時のAUCはイスラエルと密接な関わりがあり、前身の準軍組織がイスラエルの元軍人に訓練を受けていたほか、イスラエル人の武器商がニカラグアの軍隊や警察から中古で調達した武器を供給していた。またFARC同様麻薬カルテルとの関係が深く、カリ・カルテルが暗殺団「Los Pepes」を組織する際、AUCの前身組織が人員を提供していたという説もある。
また、国際的な果物企業チキータ・ブランドはAUCに多額の献金をしており、武器取引の際にも船舶を使用させていたとされている。そのほか、イタリア系であるサルバトーレ・マンクーソは、マフィアのンドランゲタと強い人脈を持っており、AUCのコカイン取引を仲介していた。
AUCが活動を停止した現在でもブラック・イーグル団、ロス・ラストロホス、ロス・ウラベノスといった新興右翼民兵勢力が反政府軍と交戦、テロ活動を実行していたが、彼らは現在「BACRIM(犯罪グループ)」と呼ばれ、麻薬取引を活動の中心にしている。
右翼でありながら非合法組織であるため、武器の大半はロシア製であるが、アメリカ製の武器も使用している。

## 脚註
1. ↑  “INFORMES”. www.hchr.org.co. 2025年5月6日閲覧。
2. ↑  “THE "SIXTH DIVISION": Military-paramilitary Ties and U.S. Policy in Colombia (Human Rights Watch Report, October 2001)”. www.hrw.org. 2025年5月6日閲覧。
3. ↑  “BBC News | AMERICAS | US commits to Colombia”. news.bbc.co.uk. 2025年5月6日閲覧。
4. ↑  “IFEX ::”. www.ifex.org. 2025年5月6日閲覧。
5. ↑  “Court clears Colombia extradition” (英語). (2004年11月25日) 2025年5月6日閲覧。
6. ↑  “CODHES – Consultoría para los derechos humanos y el desplazamiento – CODHES es una organización de la sociedad civil sin fines de lucro que contribuye a la construcción de sociedades democráticas, incluyentes y solidarias, con vigencia integral de los derechos humanos y del derecho internacional humanitario.” (英語). 2025年5月6日閲覧。
7. ↑  “Colombia opens peace conference” (英語). (2005年2月3日) 2025年5月6日閲覧。
8. ↑  “http://www.ciponline.org/colombia/blog/archives/000031.htm” (英語). www.ciponline.org. 2025年5月6日閲覧。
9. ↑  “Colombia: Demobilization Scheme Ensures Injustice | Human Rights Watch” (英語) (2005年1月17日). 2025年5月6日閲覧。
10. ↑  “Noticias - Caracol Radio”. www.caracol.com.co. 2025年5月6日閲覧。
11. ↑  “Colombia fighters reject amnesty” (英語). (2005年4月11日) 2025年5月6日閲覧。
12. ↑  カスターニョの兄ビセンテが設立。